# Salzlakenkäse

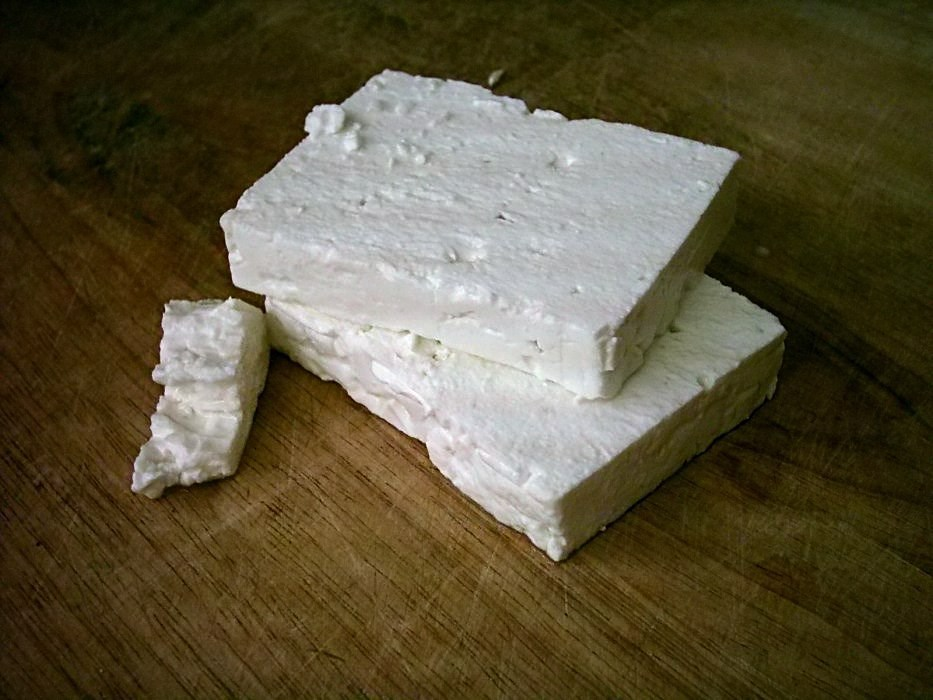
Feta, Salzlakenkäse aus Schafsmilch, vom griechischen Festland

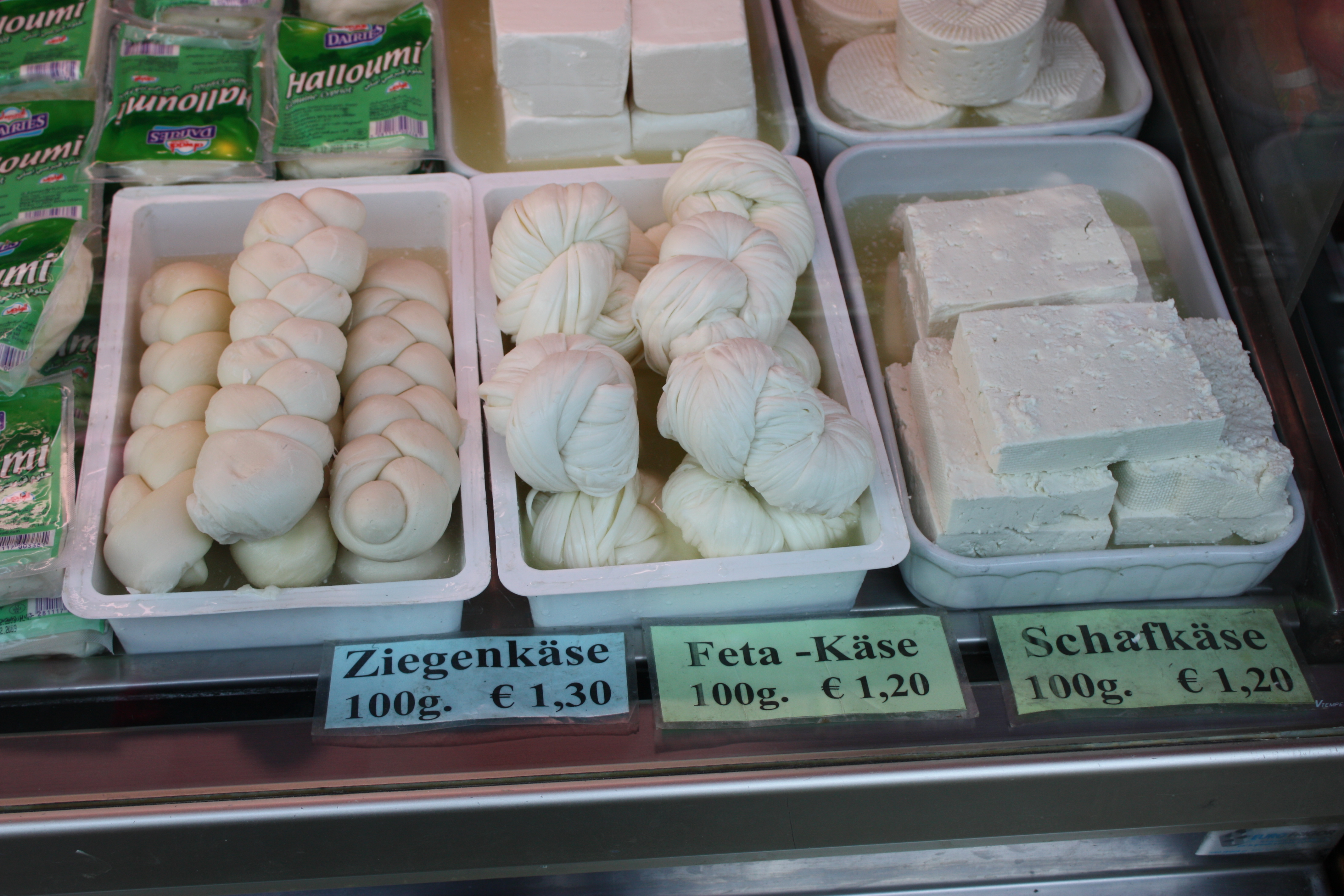
Fetakäse, Schafkäse, Ziegenkäse und andere Salzlakenkäse

Salzlakenkäse (selten auch als Weiß-Laken-Käse bezeichnet) ist ein Käse, der in Salzlake (Sole) reift.

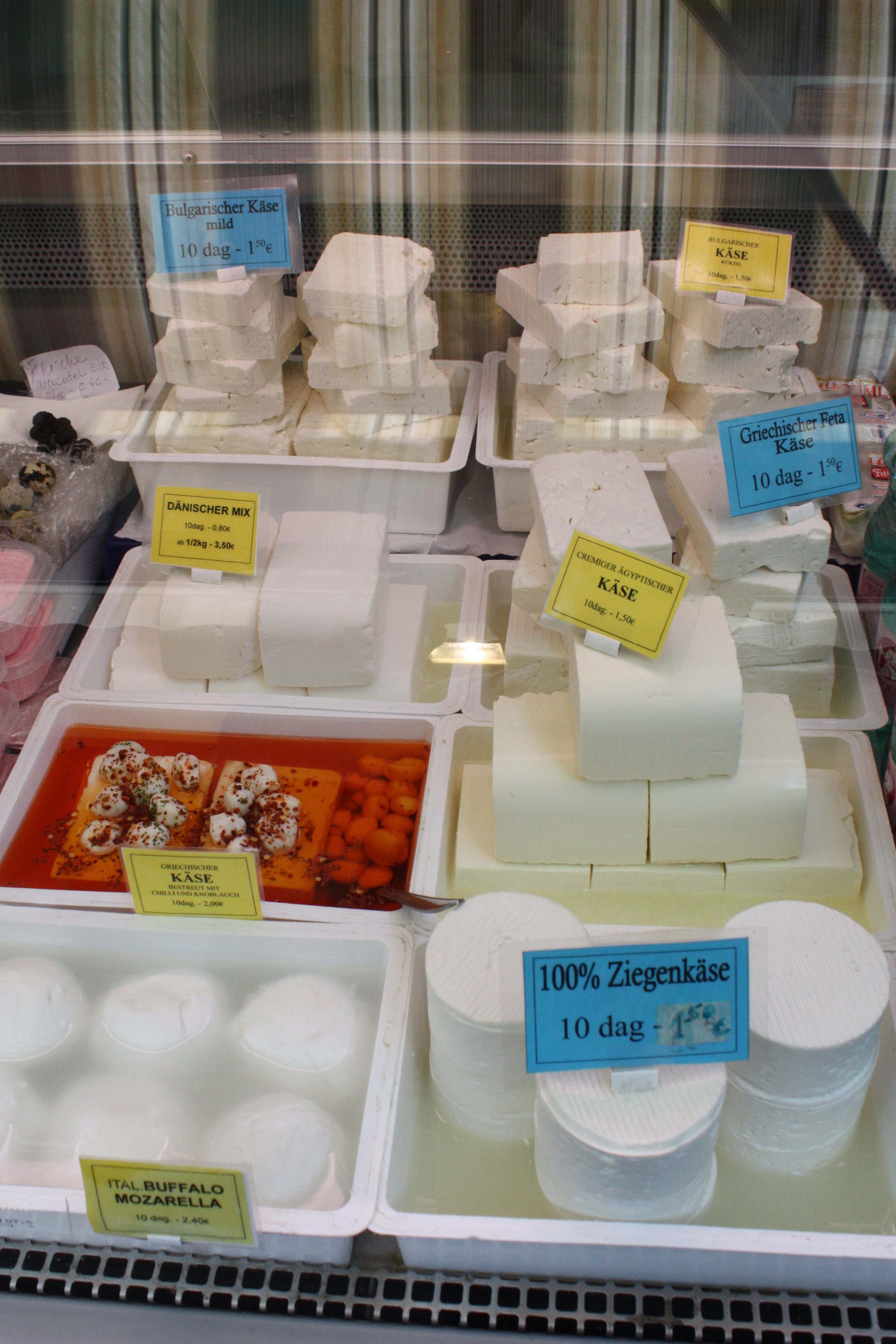
Salzlakenkäse aus verschiedenen Ländern

Er wird aus verschiedenen Milchsorten hergestellt: aus Kuhmilch, Schafmilch, Milchmischungen aus Kuhmilch mit Schafmilch, Milchmischungen aus Schafmilch mit Ziegenmilch, und seltener aus Büffelmilch.
Salzlakenkäse wird im deutschsprachigen Raum oft mit dem griechischen Feta gleichgesetzt. Eine EU-Verordnung aus dem Jahr 2002 schützt jedoch mit dem Namen „Feta“ die geographische Herkunft aus Griechenland, wobei die nationalen griechischen Gesetze eine Herstellung dieses Käses auf traditionelle Art und Weise vorschreiben, was u. a. die ausschließliche Verwendung von Schafs- oder Ziegenmilch umfasst.
Salzlakenkäse, der aus günstigerer Kuhmilch hergestellt wurde oder der zwar aus Schafs- oder Ziegenmilch hergestellt wurde, aber nicht aus Griechenland stammt, ist unter Bezeichnungen wie Hirtenkäse, Balkankäse oder Weißer Käse im Handel erhältlich.

## Beschreibung
Der Salzlakenkäse hat ein weißliches bis cremefarbiges Aussehen: bei Verwendung von Kuhmilch leicht gelblich, mit Schafmilch weiß, mit Ziegenmilch noch heller, da Ziegenmilch kein Beta-Karotin enthält, was sonst Gelbfärbung erzeugt. Er hat keine Rinde.
Salzlakenkäse ist ein halbfester Schnittkäse. Je nach Fettgehalt, der bei Schafmilch besonders hoch ist, lässt er sich fast schmieren. Beim Schneiden bricht und krümelt er leicht. Seine Oberfläche ist mäßig feucht. Das Innere ist geschlossen, eine leichte Bruchlochung ist möglich. Bei bakterieller Verunreinigung der Milch (coliforme Bakterien) sind Hohlräume im Käse vorhanden. Bei der Lebensmittelkontrolle wird verlangt, dass in 0,1 g Käse keine coliformen Bakterien nachweisbar sind.
Sein Geschmack ist mäßig salzig-säuerlich bis mild oder würzig. Er hat ein frisches säuerliches Aroma.
Der Kochsalzgehalt beträgt 3–5 %. Sein Fettgehalt erreicht bis zu 60 % Fett i. Tr. (Rahmstufe) (mindestens 45 % Fett i. Tr. bei Herstellung aus Schafmilch; das entspricht einem absoluten Fettgehalt von ca. 22 %). Die Trockenmasse beträgt 52–56 %. Der Wassergehalt darf maximal 54 % betragen.
Der Salzlakenkäse hat einen hohen Kalzium-Gehalt. In der Lake ist er mindestens sechs Monate haltbar.
Angebrochene Packungen werden durch den Kontakt mit Luft schnell geschmacklich unattraktiv. Der Käse vergärt schnell und schmeckt dadurch alt und pappig. Die Lagerung in Wasser oder Salzlake verhindert ein Austrocknen des Käses.
In den Handel kommt der Käse luftdicht in Folie eingeschweißt (mit etwas Lake) oder in Weißblechdosen. Wegen des sehr hohen Salzgehaltes einiger Marken kann der Käse bei Bedarf für einige Stunden in Wasser eingelegt werden, um den Salzgehalt etwas zu reduzieren.
In Griechenland, der Türkei oder Deutschland wird der Salzlakenkäse auch oft in Olivenöl oder Rapsöl eingelegt, optional zusammen mit verschiedenen Kräutermischungen.

## Herstellung

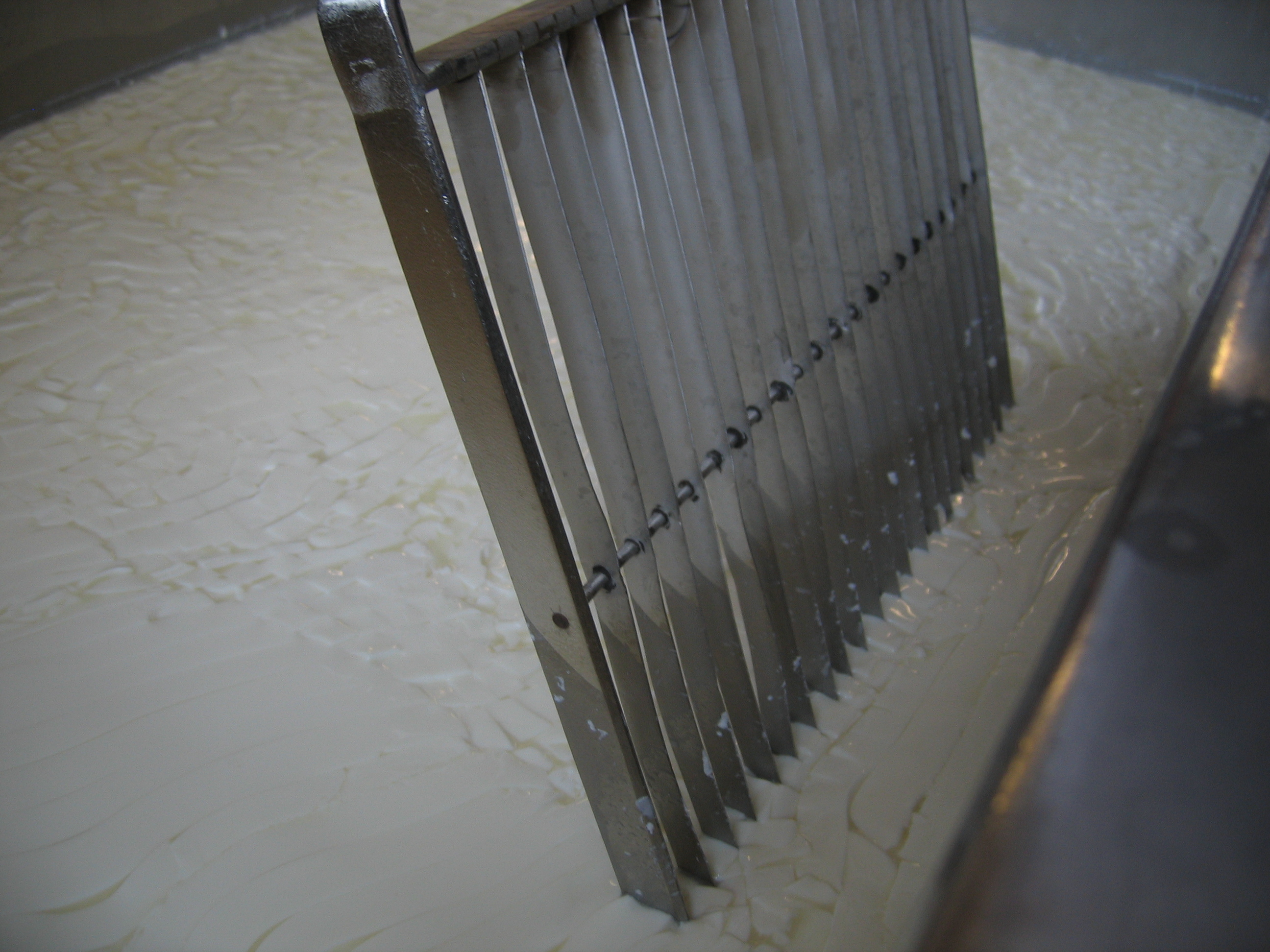
Messer zum Schneiden des Käsebruchs

Die Herstellung erfolgte früher auf den Dörfern zur Selbstversorgung in Eigenproduktion auf denkbar einfache Weise.
Die Milch wird in einen Topf gegeben, als Koagulans wird 2–3 ml Enzym aus Kälbermagen hinzugegeben (Lab [bulgarisch мая за сирене „Käsehefe“]: 20 ml Enzym (das vorher zwecks besserer Vermischung in Wasser verrührt wurde) auf zehn Liter Milch geben und gründlich verrühren). Dadurch gerinnt die Milch nach ca. einer Stunde vollständig zu einer gallertartigen Masse (Fachausdruck: Dickete), die in der teilweise abgeschiedenen, klaren Molke liegt. Ein leichtes Anwärmen der Milch auf etwa 35 °C beschleunigt diesen Prozess noch. Bei unbehandelter Milch empfiehlt sich zuerst das Pasteurisieren (Erhitzung auf 70 °C).
Das Lab (Rennin, chemisch fachspr.: Chymosin) wurde früher ausschließlich aus Kälbermägen gewonnen. Ein dem Lab funktionell entsprechendes Enzympräparat wird heute mikrobiell hergestellt und ist ebenfalls unter dem Namen Rennin bekannt. Das Lab bewirkt die Gerinnung des Milcheiweißes, des Caseins, wobei das in der Molke verbliebene Eiweiß erst dann zu gerinnen anfängt, sobald es wärmebehandelt wird.
Der geronnenen Masse (Käsebruch) wird die gesamte Molke entzogen. Dazu wird die Masse für zwei Stunden in einem Tuch aufgehängt und dann nochmals für sechs Stunden ausgepresst. Die abgeschiedene Molke wird aufgefangen, um daraus die Salzlake herzustellen. Die Käsemasse wird dann in Würfel zu ca. 1 kg geschnitten und mit einer Salzlake (ca. 15 % Salzgehalt; 200 g Salz auf ein Liter Molke) übergossen. In dieser Salzlake reift der Käse 45–60 Tage unter Luftabschluss (er muss vollständig bedeckt sein) bei einer Temperatur von 10 °C. Die Salzlake zur Aufbewahrung des Käses enthält nur 120 g Salz auf ein Liter Molke.
Im Unterschied zum Feta fermentiert der bulgarische Salzlakenkäse (Sirene, bulg. Сирене [ˈsirene]) bei der Reifung unter dem Einfluss des Lactobacillus bulgaricus und entwickelt dadurch seinen säuerlichen Geschmack. Diese Bakterien gelangen durch die Zugabe von etwas Joghurt in angesetzte Milch.
Der Lactobacillus bulgaricus gibt ihm seinen spezifischen Geschmack und sein spezifisches Aroma. Auch die typische Bruchneigung und pilzartige Konsistenz  erhält er durch den Lactobacillus bulgaricus, weil sich Bläschen mit Kohlendioxid im Käse bilden. Im Vergleich zum Joghurt reift der Käse (Fermentierung) sehr langsam, da die Temperatur zur Reifung nur 10 °C beträgt.
Die Salzlake entzieht dem Käse weiter Wasser, er wird dadurch hart und bekommt seine halbweiche Konsistenz. Die Salzlake gibt ihm außerdem einen starken Salzgeschmack und konserviert den Käse (siehe auch Einsalzen). Durch Erhöhung des Salzgehaltes in der Lake kann man den Reifungsprozess abkürzen, dadurch wird der Käse aber sehr salzig, was für seine schlechtere Qualität spricht.
Diese Art der Sirene-Herstellung („Schafskäse“-Herstellung) eignete sich gut für die Selbstversorgung in den bulgarischen Dörfern. Die Bauern hatten Milch aus eigener Produktion (meist Schafe, weniger Kühe, nie Ziegen), nur die Kulturen mussten gekauft werden. Aus einem Liter Milch erhält man ca. 200 g Salzlakenkäse.

### Molke
Die überschüssige Molke ist ein Abfallprodukt bei der Herstellung von Salzlakenkäse. Die organischen Bestandteile aus der überschüssigen Molke kann man extrahieren und weiterverwenden, z. B. als Tiernahrung. Teilweise wurde in Bulgarien die Molke illegal in das Abwasser oder Flüsse geleitet, wo es wegen des hohen Anteils an organischen Bestandteilen und der dadurch stattfindenden Fäulnisprozesse zu starken Umweltbelastungen kam. Durch die Fäulnisprozesse wird der Sauerstoffgehalt im Gewässer reduziert, was in kleineren Flüssen zum Fischsterben führte.

## Sorten

### Feta
Salzlakenkäse wird traditionell auf dem Balkan und in der Türkei hergestellt und findet in sehr vielen Rezepten der Balkanküche Verwendung. Er wird traditionell meist aus Schafsmilch hergestellt. Im Zuge des Tourismus in südliche Länder ab etwa den 1950er Jahren erfreuten sich der griechische Feta, aber auch der bulgarische Schafskäse in Mitteleuropa und insbesondere in Deutschland zunehmender Beliebtheit. Dies brachte dänische und deutsche Molkereien dazu, ebenfalls Salzlakenkäse zu produzieren. Diese wurden zwar als Feta in den Handel gebracht, waren aber aus günstiger Kuhmilch und hatten griechisch anmutende Verpackungen. Griechenland beantragte daraufhin 1997 bei der Europäischen Union einen Schutz des Namens Feta, der seither nur Salzlakenkäse bezeichnen darf, der nach traditioneller Art auf dem griechischen Festland nur aus Schafsmilch hergestellt wird.

### Bulgarischer Salzlakenkäse
In der DDR (bis 1989) war der bulgarische Salzlakenkäse (bulgarisch бяло саламурено сирене Bjalo Salamureno Sirene) von Urlaubsreisen nach Bulgarien bekannt. Er war als „bulgarischer Schafskäse“ und als „Schipkakäse“ – andere Bezeichnung „Schopska-Käse“, so auch der bulgarische Schopska-Salat – bekannt. Schipka (ein Gebirgspass in Bulgarien und ein wichtiger Ort für die bulgarische Geschichte, Ort einer wichtigen Schlacht) war bis 1990 (dem Beginn der Marktwirtschaft in Bulgarien, nach dem Ende der Herrschaft der bulgarischen Kommunisten) der einzige Markenname für den bulgarischen Salzlakenkäse. Der Salzlakenkäse wird in Bulgarien als Sirene (сирене; Aussprache: scharfes „S“ wie in Szeged, Betonung auf dem „i“, kurzes „e“) bezeichnet, während für Schnittkäse ein anderes Wort (Kaschkawal) verwendet wird. Für Schmelzkäse und geräucherten Käse wird jedoch auch das Wort Sirene (in Kombination mit dem Wort Topeno) verwendet. Das russische Wort сыр Syr erinnert vom Wortstamm her stark an Sirene. Es bezeichnet jedoch ganz allgemein alle Käsesorten.

### Weitere

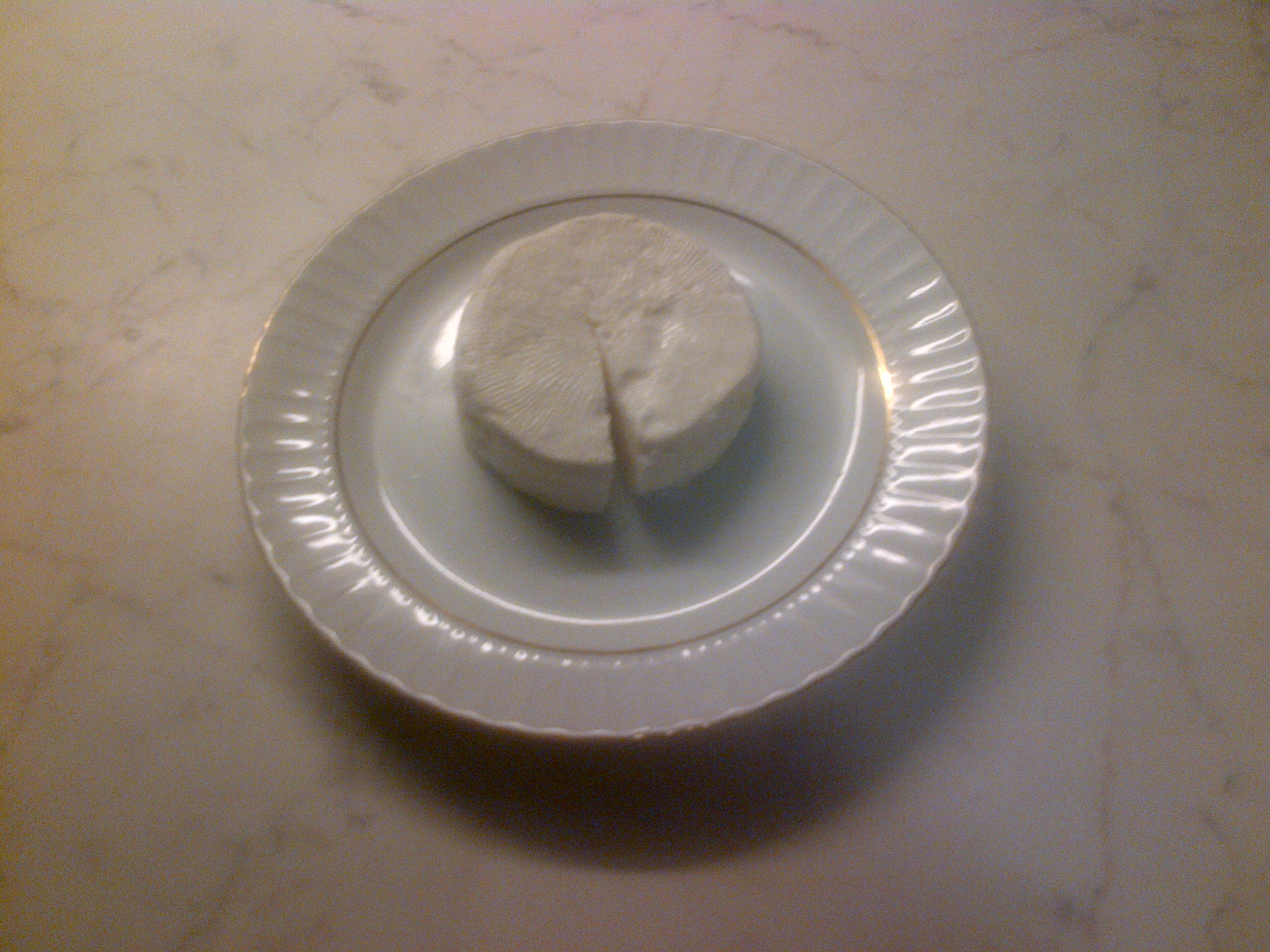
Beyaz peynir aus der Türkei

Genauso verbreitet wie in Griechenland ist der Salzlakenkäse in Bulgarien, der Türkei, Nordmazedonien, Serbien und den anderen Balkanländern. In der Türkei wird dieser Käse beyaz peynir ‚Weißkäse‘ genannt, in Nordmazedonien сирење sirenje, in Serbien сир sir, in Bulgarien сирене sirene, in Rumänien brânză und in Russland брынза Brynsa. In Israel wird eine bekannte Marke von Salzlakenkäse בולגרית bulgarit genannt, was wörtlich ‚Bulgarin, bulgarisch‘ heißt. In Frankreich kommt der Salzlakenkäse der Marke Valbreso dem bulgarischen Salzlakenkäse im Geschmack sehr nahe. In Georgien wird der Salzlakenkäse Sulguni genannt, in Albanien djathë.